# I Get Lonely
Az I Get Lonely Janet Jackson amerikai pop- és R&B-énekesnő harmadik kislemeze hatodik, The Velvet Rope című stúdióalbumáról.

## Fogadtatása
A dal az USA-ban a 3. helyig jutott a Billboard Hot 100-on, és listavezető lett a Billboard R&B/Hip Hop Singles slágerlistán. Aranylemez lett. Dél-Afrikában is sikeres lett. Európában nem aratott nagy sikert, de pár országban bekerült a Top 50-be. Ausztráliában éppen hogy bekerült a Top 20-ba, Japánban viszont csak a 93. helyig jutott.

## Videóklip és remixek
A dalhoz több remix is készült, az egyikben, melynek Teddy Riley volt a producere, a BLACKstreet együttes is szerepel. Mind az albumváltozathoz, mind ehhez a remixhez készült videóklip Paul Hunter rendezésében.
Jackson 1998-ban előadta a dalt a Rosie O’Donnell Showban és a Soul Train műsorban. A világ körüli Velvet Rope turné számai közt is szerepelt, ugyanazzal a koreográfiával, mint a videóklipben. Bár a turné egyik legnépszerűbb száma volt, Janet azóta nem adta elő.

### Hivatalos remixek listája
- I Get Lonely (Extended Street Mix) – 5:13
- I Get Lonely (Jam & Lewis Feel My Bass Mix) – 5:17
- I Get Lonely (Jam & Lewis Feel My Bass Radio Edit) – 4:02
- I Get Lonely (Jam & Lewis Feel My Bass Mix #2) – 5:33
- I Get Lonely (Janet vs Jason – The Club Remix) – 8:09
- I Get Lonely (Janet vs Jason – The Club Radio Edit) – 3:13
- I Get Lonely (Janet vs Jason – The Remix Sessions Pt. 2) – 8:39
- I Get Lonely (Jason Nevins Radio Remix) – 3:13
- I Get Lonely (Jason’s Special Sauce Dub) – 6:43
- I Get Lonely (Silky Velvet Ballad Mix) – 5:22
- I Get Lonely (TNT Remix featuring BLACKstreet) – 5:12
- I Get Lonely (TNT Remix Edit featuring BLACKstreet) – 4:16
- I Get Lonely (TNT Bonus Beats) – 5:20

## Helyezések
| Slágerlista (1998)                               | Legmagasabb helyezés |
| ------------------------------------------------ | -------------------- |
| USA Billboard Hot 100                            | 3                    |
| USA Billboard Hot 100 Airplay                    | 26                   |
| USA Billboard Hot 100 Singles Sales              | 1                    |
| USA Billboard Hot R&B/Hip-Hop Singles & Tracks   | 1                    |
| USA Billboard Hot R&B/Hip-Hop Airplay            | 2                    |
| USA Billboard Hot Dance Music/Club Play          | 10                   |
| USA Billboard Hot Dance Music/Maxi-Singles Sales | 1                    |
| USA Billboard Rhythmic Top 40                    | 5                    |
| USA Billboard Mainstream Top 40                  | 29                   |
| USA ARC Weekly Top 40                            | 1                    |
| Ausztrál ARIA Top 50                             | 21                   |
| Brit kislemezlista                               | 5                    |
| Dán kislemezlista                                | 9                    |
| Dél-afrikai kislemezlista                        | 3                    |
| Finn kislemezlista                               | 46                   |
| Holland kislemezlista                            | 20                   |
| Japán kislemezlista                              | 93                   |
| Kanadai kislemezlista                            | 18                   |
| Német kislemezlista                              | 75                   |
| Svájci kislemezlista                             | 41                   |
| Svéd kislemezlista                               | 30                   |
| EuroChart Hot 100 Singles                        | 14                   |